# Aleksandr Radisjtjev
Aleksandr Nikolajevitj Radisjtjev (ryska: Александр Николаевич Радищев),  född den 20 augusti 1749, död den 12 september 1802, var en rysk författare. 

## Biografi
Radisjtjev, som var ämbetsman och direktör vid tullkammaren i Sankt Petersburg, utgav 1790 en av Sterne, Rousseau och Mably påverkad reseskildring, Putesjestvie iz Peterburga v Moskvu ("Resa från Sankt Petersburg till Moskva"), vari han i en delvis realistisk, delvis sentimental stil skildrade sina reseintryck av det ryska bondlandet. 
Därjämte gisslade han skarpt de sociala missförhållandena och uppställde ett positivt förslag om böndernas befrielse från livegenskapen. Hela upplagan konfiskerades, och först 1905 utkom boken i fullständigt skick, med inledning av Nikolaj Pavlov-Silvanskij och Pavel Sjtjogolev. Radisjtjev häktades och dömdes 1790 till döden, men benådades med tio års förvisning. Han återfick friheten 1796, men stod fortfarande under polisuppsikt och begick självmord.